# Салтаново (Свердловская область)
Салтаново — село в Новолялинском городском округе Свердловской области России.

## Географическое положение
Село Салтаново расположено в 4 километрах к востоку-северо-востоку от города Новой Ляли, по обоим берегам реки Ляли (правого притока реки Сосьвы).

## История
По списку новокрещенных вогул Тобольской Консистории в 1714 году, в приход Знаменской церкви города  Верхотурья, значились новокрещенные вогульские сотни Алтамасова, соответствующие нынешнему Салтанову.
При ревизии населения в России в 1816 году в селении было 14 дворов 78 жителями обоего пола. В селе имелась Церковная школа и 3 торговые лавки. В 1904 год в селении мелось 34 двора и 220 жителей.
В 2009 году Управление Салтановской территории занимает площадь 260 га, село составилось из 4-х поселений: Верхнего и Нижнего Салтанова, Грязного и Салтанова.

## Стефановская церковь
В 1888 году была перестроена часовня в деревянную, однопрестольную церковь, которая была освящена во имя первомученика архидиакона Стефана 21 декабря 1888 года. Церковь сгорела 19 января 1932 года.

## Население
| 2002 | 2010 | 2021 |
| ---- | ---- | ---- |
| 247  | ↘216 | ↘97  |